# Marinha Real Australiana

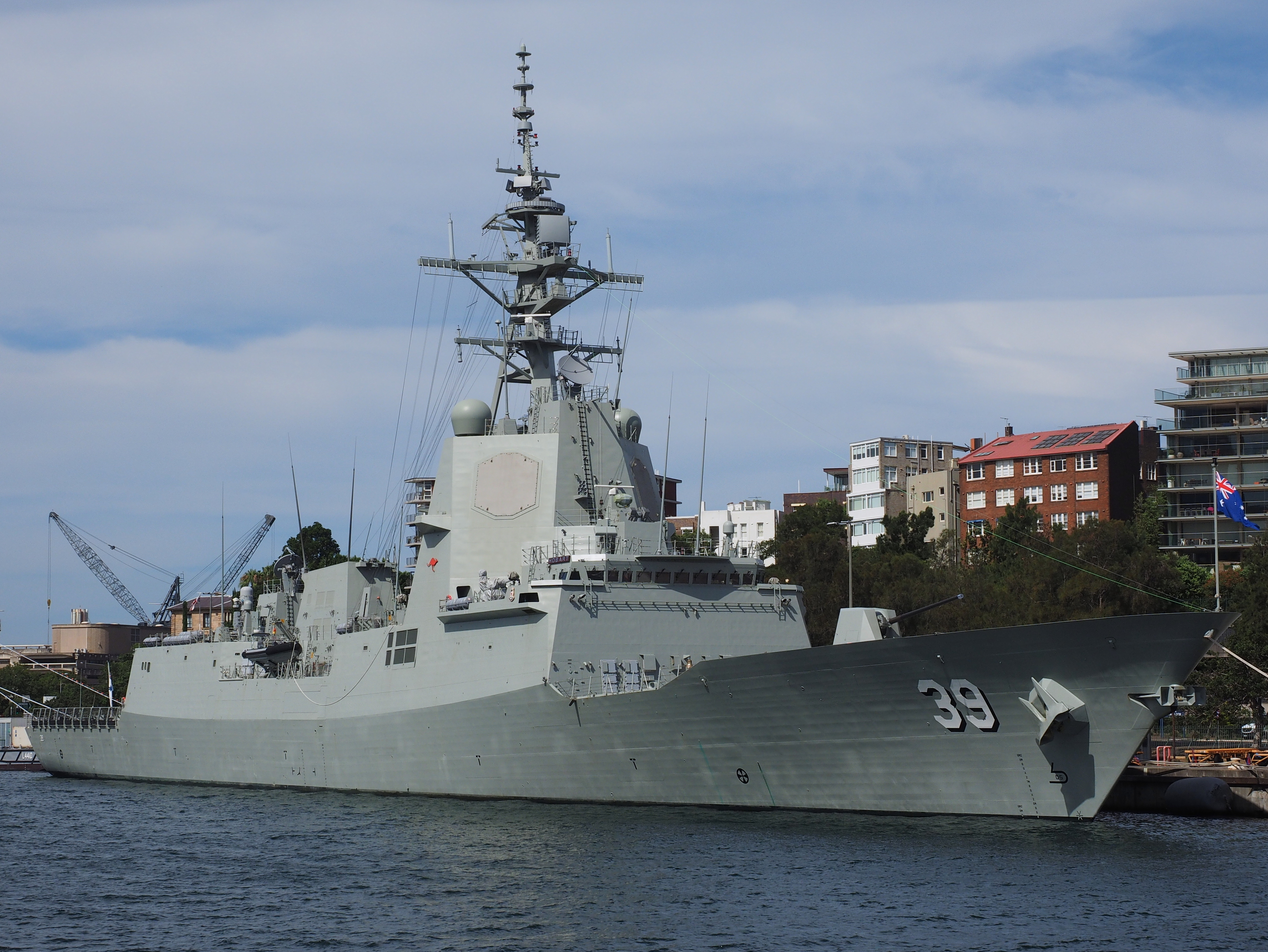
Um contratorpedeiro da Classe Hobart.

A Marinha Real Australiana (RAN) é o ramo naval das Forças Armadas da Austrália. Após a Federação da Austrália, em 1901, os navios e os recursos das marinhas coloniais separadas foram integrados em uma força nacional: a Commonwealth das Forças Navais. Originalmente destinada à defesa local, a Marinha recebeu o título de "Royal Australian Navy" em 1911, e tornou-se cada vez mais responsável pela defesa da região.
A Marinha Real Britânica continuou a apoiar a RAN e a fornecer capacidade de defesa adicional de águas azuis no Pacífico até os primeiros anos da Segunda Guerra Mundial. Então, a expansão rápida da guerra viu a aquisição de embarcações de grande superfície e a construção de navios de guerra muito menores. Na década seguinte à guerra, a RAN adquiriu um pequeno número de porta-aviões, o último destes pagando em 1982.
Hoje, a RAN é uma das maiores e mais sofisticadas forças navais no Círculo do Pacífico, com uma presença significativa no Oceano Índico e com operações em todo o mundo, em apoio a campanhas militares e missões de paz. O chefe atual da Marinha é o vice-almirante Michael Noonan.

## Navios e Equipamentos
A frota da Marinha Real Australiana (RAN) é composta por 43 navios de guerra comissionados e 4 não comissionados em março de 2022.
| Classe/Nome              | Origem                    | Tipo                             | Quantidade | Entrada em Serviço | Observações                                                |
| Submarinos               | Submarinos                | Submarinos                       | Submarinos | Submarinos         | Submarinos                                                 |
| ------------------------ | ------------------------- | -------------------------------- | ---------- | ------------------ | ---------------------------------------------------------- |
| Classe Collins           | Austrália                 | Submarino diesel-elétrico        | 6          | 1990               |                                                            |
| Navio de Assalto Anfíbio |                           |                                  |            |                    |                                                            |
| Classe Camberra          | Espanha · Austrália       | Porta-helicóptero                | 2          | 2014               | Navios de guerra anfíbios com capacidade de porta-aviões . |
| HMAS Choules             | Reino Unido               | Navio de desembarque de doca     | 1          | 2011               |                                                            |
| Contratorpedeiro         |                           |                                  |            |                    |                                                            |
| Classe Hobart            | Espanha · Austrália       | Contratorpedeiro de defesa aérea | 3          | 2017               |                                                            |
| Fragata                  |                           |                                  |            |                    |                                                            |
| Classe Anzac             | Austrália · Nova Zelândia | Fragata de uso geral             | 8          | 1996               |                                                            |
| Navios-patrulha          |                           |                                  |            |                    |                                                            |
| Classe Armidale          | Austrália                 | Navio de patrulha oceânica       | 10         | 2005               |                                                            |
| Navio de guerra de minas |                           |                                  |            |                    |                                                            |
| Classe Huon              | Austrália                 | Navio de guerra de minas         | 6          | 1999               | 4 estão operativos com 2 na reserva                        |
| Navio-tanque             |                           |                                  |            |                    |                                                            |
| Classe Suply             | Espanha                   | Navio-tanque                     | 2          | 2021               |                                                            |